# Samsung Galaxy A51
El Samsung Galaxy A51 es un teléfono Android fabricado por Samsung como parte de su serie A. Fue anunciado y lanzado en marzo de 2020. El teléfono tiene una pantalla Super AMOLED FHD+ de 6.5", una cámara gran angular de 48 MP, 12 MP para la cámara ultra gran angular, 5 MP para la cámara de profundidad y otros 5 MP para la cámara macro, la cámara frontal es de 32 MP, tiene una batería de 4000 mAh con soporte de carga máxima de 15 Watts y su lector de huellas dactilares es óptico y está ubicado dentro de la pantalla.

## Historia
El Samsung Galaxy A51 fue anunciado y lanzado en marzo del 2020 junto con el Galaxy A71. Samsung anunció más tarde una variante 5G en abril de 2020 con una batería de 4500 mAh más grande y un SoC Exynos 980. Una versión de banda ultra ancha 5G con soporte mmWave es exclusiva de Verizon con tecnología Snapdragon 765G.

## Especificaciones

### Hardware
El Galaxy A51 tiene una pantalla Super AMOLED Infinity O de 6.5 "con una resolución FHD+ 1080 x 2400 píxeles con una relación de aspecto de 20: 9 y una densidad de ~ 405 ppi con Corning Gorilla Glass 3. El teléfono mide 158.5 mm (6.24 pulgadas) x 73,6 mm (2,90 pulgadas) x 7,9 mm (0,31 pulgadas) y pesa 172 g (6,1 oz). El teléfono tiene el procesador Exynos 9611 (10 nm) de ocho núcleos (4x2,3 GHz Cortex-A73 y 4x1,7 GHz Cortex-A53) y una GPU MP3 Mali-G72. Viene con 4 GB o 6 GB de RAM y almacenamiento interno de 64 GB o 128 GB, que se puede ampliar con tarjetas microSD de hasta 512 GB. Viene con una batería de polímero de litio de 4000 mAh no extraíble. También tiene un sensor óptico de huellas dactilares en pantalla.

#### Cámaras
El Samsung Galaxy A51 tiene una configuración de cuatro cámaras dispuestas en forma de "L" ubicadas en la esquina con una protuberancia rectangular similar a la del iPhone 11 y el Pixel 4. La matriz consta de una cámara principal de 48 MP, una ultra gran angular de 12 MP, una cámara macro de 5 MP y un sensor de profundidad de 5 MP. También tiene una sola cámara frontal de 32 MP, que se encuentra en un pequeño orificio en la parte frontal de la pantalla. Tanto la cámara frontal como la trasera pueden grabar videos de hasta 4K en 30 fps, así como 1080p en 30 y 120 fps. Las cámaras traseras también tienen video Super Steady.

### Software
El Galaxy A51 viene con Android 10 y One UI 2. (One UI 2.1 mediante actualización de software) El teléfono tiene Samsung Knox para mayor seguridad del sistema. Se actualizó a Android 11. Ahora se actualizó a Android 12 y su última actualización fue a Android 13.